# Cesáreo de Heisterbach
Cesário de Heisterbach (ca. 1180 – ca. 1240), foi o prior de um mosteiro cisterciense, a Abadia de Heisterbach, localizada em Siebengebirge, perto da pequena cidade de Oberdollendorf, Alemanha.
Cesário de Heisterbach é lembrado por uma máxima paradoxal sobre a ascensão e declínio dos mosteiros, segundo a qual a disciplina causa prosperidade em um mosteiro e a prosperidade mina a disciplina. Ele também deu o nome de Titivillus como o demônio que causava erros tipográficos no trabalho dos escribas.
A Abadia de Heisterbach foi dissolvida em 1803, e a biblioteca e os arquivos foram entregues à cidade de Düsseldorf. O mosteiro e a igreja foram vendidos e demolidos em 1809, restando apenas a abside em ruínas com fragmentos do coro. Em 1897, um monumento foi erguido nas proximidades em homenagem a Cesário.

## Escritos
Como autor, Cesário de Heisterbach é mais conhecido como o compilador de um livro de hagiografia, o Dialogus miraculorum (ca. 1219-1223), uma coleção de 746 histórias de milagres organizadas de acordo com doze distinções. Os contos são contados na forma de diálogos entre um monge e um noviço. A obra era frequentemente mencionada por pregadores que buscavam material para sermões no final da Idade Média . Foi extremamente popular e amplamente distribuído, e sua popularidade foi rivalizada apenas, talvez, pela Lenda Dourada de Jacobus de Voragine.
Os escritos contemplativos de Cesário podem ser vistos como opostos às ordens mendicantes de sua vida.
Os primeiros escritos de Cesário foram sermões, que ele escreveu para seu próprio uso. Mas não demorou muito para que seus companheiros monges o abordassem com pedidos de elaboração e explicação. Seu nono livro foi escrito porque seus companheiros monges lhe pediram uma explicação simples e claramente compreensível da sequência de Maria "Ave preclara maris stella". Seus outros escritos foram respostas a pedidos.
Cesário frequentemente reclamava que suas obras eram tiradas de suas mãos, inacabadas e sem correção. Eram extremamente conhecidos e populares, e cerca de sessenta transcrições conhecidas do Dialogus miraculorum precederam a publicação de uma edição crítica.
Em seus sermões, Cesário trata de passagens da Bíblia, muitas vezes examinando salmos ou partes deles. Ele também relaciona os movimentos dos corpos celestes com os destinos dos homens. Suas homilias, por outro lado, tratam dos textos evangélicos dos domingos e festivais durante todo o ano eclesiástico, e devem ser consideradas como tratados teológicos e meditações, em vez de sermões e discursos. Eles são dirigidos não a leigos, mas a monges e noviços da Ordem de Cister. As interpretações muitas vezes lidam com a vida dos monges.
Os escritos de Cesário são de considerável importância para o estudo da homilética medieval.

## Publicações
- Opera selecta. Manuscrito 61 MS-C-26 der ULB Düsseldorf. Heisterbach, abadia cisterciense (?), século XIII, 2º quartel e século XIV, 1ª metade.
- Dialogus miraculorum. Ulrich Zell, Colônia por volta de 1473.
- Dialogus miraculorum. norte Renânia, Altenberg, abadia cisterciense, século XIV, 2º terço.
- Fasciculus Dialogus miraculorum, moralitatis venerabilis Caesarii Heisterbacensis. Homilias de infantia servatoris Jesu Christi complectens / per ... Joannem Andream Coppenstein ... nunc primum ex ... M. S. Cod. ad typos elaborata, Additis ad marginem lemmatis & citationibus adnotatis. Henning, Coloniae Agr. 1615. Digitalisierte Ausgabe da Universidade de Düsseldorf e Biblioteca Estadual.
- Die Wundergeschichten des Caesarius von Heisterbach. Hanstein, Bonn 1933. Digitalisierte Ausgabe, Volumes 1 e 3.